# Mahmood Khalilzadeh

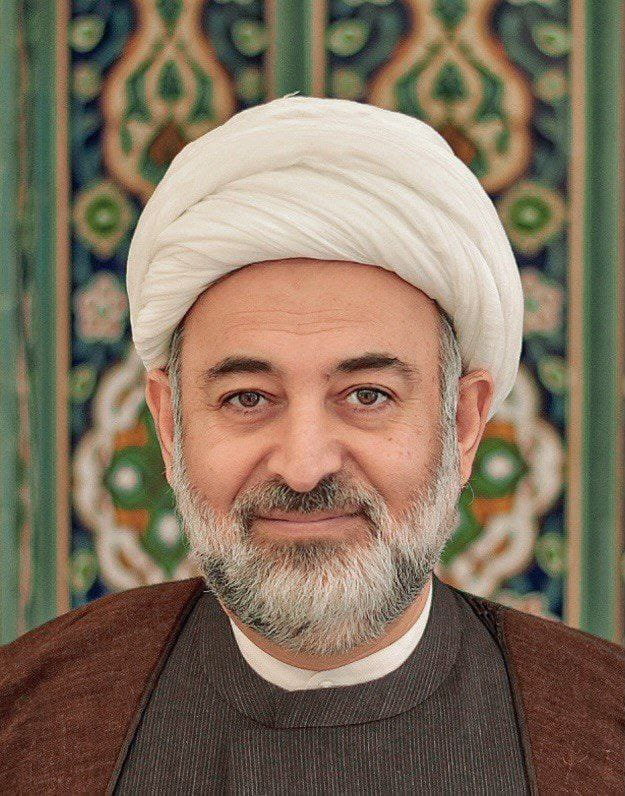
Mahmood Khalilzadeh

Mahmood Khalilzadeh (* April 1964 in Teheran, Iran) ist Imam und Leiter des im Juli 2024 verbotenen Zentrums der Islamischen Kultur e.V. in Frankfurt am Main und ehemaliger Vorsitzender der Islamischen Gemeinschaft der schiitischen Gemeinden Deutschlands.

## Leben
Sein Abitur legte er 1979 ab. Parallel zur gymnasialen Oberstufe studierte er an einer der renommiertesten Theologieschulen des Landes, der Hawza-Elmie Teheran. 1983 zog er in die für Schiiten heilige Stadt Qom und besuchte die al-Hadi-Theologieschule dort. Er studierte dort arabische Literatur, Grundsätze von Fiqh (Islamische Rechtswissenschaft), Interpretation des Koran, Koranwissenschaften und Philosophie (dieses in der Saadet-Schule, ebenfalls in Qom).
Im Jahr 1988 begann Mahmood Khalilzadeh neben seinem Theologiestudium ein Jurastudium mit dem Schwerpunkt: „Justizielle Rechte“.
Neben seiner Muttersprache Persisch beherrscht er auch Arabisch, Türkisch und Deutsch.

## Tätigkeiten
Mahmood Khalilzadeh wurde 1989 im Alter von 25 Jahren als Dozent für Allgemeintheologie in der Theologiehochschule der islamischen Azad-Universität in Teheran eingestellt.
Er lehrte für einen Zeitraum von 8 Jahren Fächer wie Koraninterpretation, Grundkenntnisse der islamischen Rechtswissenschaften und deren Fachkenntnisse im Bezug auf juristisch-islamische Gesetze und Rechte.
Während der Zeit seines Jurastudiums war Mahmood Khalilzadeh für einen Zeitraum von einem Jahr Direktor für Lehre und Forschung beim Rundfunksender „Radio Quran“.
Mahmood Khalilzadeh wurde 1998 vom islamischen Zentrum in München nach Deutschland eingeladen und begann dort seine Arbeit als Leiter des islamischen Zentrums. Nach vier Jahren Aufenthalt in München folgte er der Empfehlung des Leiters der Akademie für Islamwissenschaften in Deutschland und eröffnete eine weitere Akademie für Islamwissenschaften in München, deren Leitung er auch übernahm. Zu den Erfahrungen als Leiter islamischer und kultureller Gemeinden gehört die islamische Kulturgemeinde der Iraner in Berlin und der islamisch-kulturelle Verein Ahlebeyt Schweiz in Zürich.
Mahmood Khalilzadeh ist seit 2010 Leiter des Zentrums der Islamischen Kultur e.V. in Frankfurt/M. und war von 2013 bis 2020 Vorsitzender der Islamischen Gemeinschaft der Schiitischen Gemeinden in Deutschland.